# غارة مطار المزة 1973
وقعت غارة مطار المزة 1973 في 13 أكتوبر 1973، وكانت إحدى سلسلة غارات القصف التي نفذتها القوات الجوية الإسرائيلية في عمق الأراضي السورية خلال حرب أكتوبر.